# Empung
L'Empung, insieme al Lokon, formano una coppia di vulcani gemelli (a 2.2 km di distanza) sulle isole Sulawesi settentrionali, in Indonesia. Entrambi sorgono sopra la pianura di Tondano e fanno parte dei vulcani attivi del Sulawesi. L'Empung ha sulla sommità un cratere con un diametro di circa 400 m ed una profondità di 150 m che eruttò nel XVIII secolo.